# Pál Dóra
Pál Dóra – węgierski strzelec, wielokrotny mistrz świata. Brat Sándora, również strzelca.
Pál Dóra nie startował nigdy na igrzyskach olimpijskich. Jest sześciokrotnym medalistą mistrzostw świata – wszystkie medale zdobył w trapie. Wśród nich tylko raz wywalczył miejsce na podium w zawodach indywidualnych – był drugi na mistrzostwach świata w 1933 roku. Według niektórych źródeł, zawody w trapie na mistrzostwach świata (na których Dóra zdobywał medale) były jednocześnie zawodami o mistrzostwo Europy. Międzynarodowa Federacja Strzelecka nie uznaje jednak tych zawodów za oficjalne mistrzostwa Europy, były to więc turnieje nieoficjalne.
W latach 30. Dóra był jednym z najlepszych węgierskich zawodników w strzelaniu do żywych gołębi.

## Medale na mistrzostwach świata
Opracowano na podstawie materiału źródłowego:
| Mistrzostwa    | Konkurencja     | Wynik                | Miejsce |
| -------------- | --------------- | -------------------- | ------- |
| Sztokholm 1929 | Trap, drużynowo | 754 punkty (druż.)   | 1       |
| Lwów 1931      | Trap, drużynowo | 692 punkty (druż.)   | 2       |
| Wiedeń 1933    | Trap            | 295 punktów          | 2       |
| Wiedeń 1933    | Trap, drużynowo | 1178 punktów (druż.) | 1       |
| Budapeszt 1934 | Trap, drużynowo | 1085 punktów (druż.) | 1       |
| Bruksela 1935  | Trap, drużynowo | 1103 punkty (druż.)  | 1       |